# I Wanna Dance with Somebody (Who Loves Me)
《與愛人共舞》（英語：I Wanna Dance With Somebody (Who Loves Me)）是美國女歌手惠妮·休斯頓在1987年4月30日所發行的單曲，這支單曲在英美兩地都摘下單曲榜冠軍，成為她第4首全美冠軍單曲的新紀錄。〈與愛人共舞〉也是繼〈Saving All My Love for You〉之後，惠妮·休斯頓的第2首英美雙冠軍單曲。

## 歌曲

### 簡介
〈與愛人共舞〉是惠妮·休斯頓個人第二張錄音室專輯《惠妮》（英語：Whitney）的首支主打單曲，它是由製作人納瑞達·麥可華登（Narada Michael Walden）特地為惠妮·休斯頓所量身打造的舞曲，納瑞達·麥可華登由於成功幫惠妮·休斯頓製作〈好想知道〉這首冠軍舞曲，因此被Arista唱片公司的總裁克立夫·戴維斯（Clive Davis）欽點擔任這張專輯的總製作人。
〈與愛人共舞〉這首充滿戀愛中女人的心情，非常符合惠妮·休斯頓年方24的年紀，具狂野爆發力的動感舞曲在惠妮·休斯頓到位的詮釋之下，儼然成為她經典的招牌舞曲。

### 成績
〈與愛人共舞〉在1987年5月16日進入告示牌單曲榜，首週成績為第38名，這首單曲僅花一個多月時間就登上單曲榜榜首位置，1987年6月27日風光摘下后座，蟬連兩週才退位，成為惠妮·休斯頓第4首美國冠軍單曲，它在榜內一共停留了20週，銷售數字亦達到白金單曲，在1987年年終百大單曲排名第4名。〈與愛人共舞〉除了獲得單曲榜冠軍，7月4日在當代成人情歌榜獲得三週冠軍，在7月18日也摘下舞曲榜兩週冠軍。
〈與愛人共舞〉除了在美國成績耀眼，在英國單曲榜上也一樣威風，摘下英國單曲榜兩週冠軍，成為惠妮·休斯頓第2首英國冠軍單曲。
在惠妮·休斯頓驟逝之後，〈與愛人共舞〉曾短暫回升告示牌單曲榜內，最高名次回到第25名。

### 獎項
惠妮·休斯頓以〈與愛人共舞〉榮獲第30屆葛萊美獎最佳流行女歌手獎（Best Pop Vocal Performance, Female）殊榮，這是她繼1985年以〈Saving All My Love for You〉首次摘下該獎項之後，第二次獲得該獎項。

## 資料來源
1. 1 2  .   [2015-03-22]. （原始内容存档于2015-04-02）.
2. ↑  .   [2015-03-22]. （原始内容存档于2016-03-29）.
3. ↑  .   [2015-03-22]. （原始内容存档于2015-01-20）.
4. ↑  .   [2015-03-22]. （原始内容存档于2015-11-17）.
5. ↑  .   [2015-03-22]. （原始内容存档于2015-05-05）.
6. ↑  .   [2015-03-22]. （原始内容存档于2015-09-19）.
7. ↑  .   [2015-03-22]. （原始内容存档于2016-01-03）.
8. ↑  .   [2015-03-22]. （原始内容存档于2015-04-02）.